# Spargania viridescens
Spargania viridescens är en fjärilsart som beskrevs av Grossbeck 1910. Spargania viridescens ingår i släktet Spargania och familjen mätare. Inga underarter finns listade i Catalogue of Life.